# Жовтобрюшка пустельна
Жовто́брюшка пустельна (Eremomela gregalis) — вид горобцеподібних птахів родини тамікових (Cisticolidae). Мешкає в Намібії і Південно-Африканській Республіці.

## Підвиди
Виділяють два підвиди:
- E. g. gregalis (Smith, A, 1829) — західна і південна Намібія, захід ПАР;
- E. g. albigularis (Hartlaub & Finsch, 1870) — південний захід і південь ПАР.

## Поширення і екологія
Пустельні жовтобрюшки живуть в чагарникових заростях кару.